# 寺岡のぞみ
寺岡 のぞみ（てらおか のぞみ、1983年5月29日 - ）は、北海道砂川市出身のフリーアナウンサー、タレント。FIRST AGENT所属。
2009年4月までは前事務所のセント・フォースと契約。当時の芸名は「寺岡 望美」（てらおか のぞみ）だった。
2009年7月より事務所に所属。事務所移籍を機に名前の表記を「寺岡のぞみ」に変更した。

## プロフィール
北海道滝川高等学校、藤女子大学卒業。

## 人物
- 家族構成は父、母、妹（バンド・ユメオチのボーカルでデビューしたシンガーソングライターのsugar meこと寺岡歩美[1]、3歳下[2]。）
- 大学時代にバスケットボール部のマネージャーをしていた。
- 大学時代におじが講師を務める塾で古文の講師のアルバイトをしていた。
- 水泳が好き（ただし、よく運動音痴と言われるらしい）。
- 歌うことが大好きで大学時代までスクールに通っていた。
- お酒はあまり飲めないタイプ。
- 自身のブログでは、ファンへ丁寧にコメントを返してくれることが度々で、感激する人も多い。

## 現在の出演番組
- 健康チェック!お医者さんに聞いてみよう（RFラジオ日本、2013年4月 - ）
- デイリーニュース（ジェイコムさいたま、2013年4月 - ）

## 過去の出演番組
- 週刊囲碁パラダイス（囲碁・将棋チャンネル、2007年10月 - 2008年4月）
- 競馬予想TV! （フジテレビ739、2006年9月 - 2008年9月）
- 週刊Music EX （BIGLOBEストリーム、2006年10月 - 2007年10月）